# Zvedave ženske
Zvedave ženske (ital. Le donne curiose) so komična opera v treh dejanjih (šestih slikah) Ermanna Wolf-Ferrarija. Libreto je spisal dr. Luigi Sugana po istoimenskem delu Carla Goldonija. Krstna predstava je bila 27. novembra 1903 v Münchnu.
Opera je bila večkrat na sporedu ljubljanske Opere. Prva uprizoritev je bila januarja 1926, naslednje julija 1950, januarja 1987, zadnja pa februarja 2004. Prvi prevajalec besedila v slovenščino je bil Franjo Bučar, vse postavitve po drugi svetovni vojni pa so bile v prevodu Smiljana Samca.

## Vloge
- Ottavio, bogat beneški meščan - bas
- Beatrice, njegova žena - alt
- Rosaura, njuna hči - sopran
- Florindo, Rosaurin zaročenec - tenor
- Colombina, Beatricina hišna - sopran
- Pantalone, bogat beneški trgovec - bariton
- Harlekin, Pantalonov služabnik - bas
- Lelio, Pantalonov prijatelj - bariton
- Eleonora, Lelieva žena - sopran
- Leandro, Pantalonov prijatelj - tenor
- Asdrubal, Pantalonov prijatelj - tenor
- Almoro, Pantalonov prijatelj - tenor
- Alvise, Pantalonov prijatelj - tenor
- Lunardo, Pantalonov prijatelj - bas
- Momolo, Pantalonov prijatelj - bas
- Menego, Pantalonov prijatelj - bas
- Služabnik v Ottavievi hiši
- Služabniki, gondolierji, moški in ženske iz ljudstva.

## Vsebina
Godi se v Benetkah na začetku 18. stoletja.

## Prvo dejanje

### Prva slika
Družba prijateljev je ustanovila moški klub Amicizia, katerih glavni namen je zabava. Vodja kluba je Pantalone, lastnik hiše, v kateri se možje zbirajo. Statut kluba pa strogo prepoveduje vstop ženskam. Ravno ta prepoved pa mika nekatere soproge in hčerke članov kluba; silna radovednost jih grize, kaj počnejo moški v klubu. Možje medtem brezskrbno igrajo šah in damo ter berejo, vmes pa pade tudi kaka grenka šala o ženskah. Eden izmed članov Florindo je zaročen in zato v klubu sklenejo, da mu priredijo slavnostno večerjo. Pantalonov prebrisani sluga Harlekin mora poskrbeti za to, da bo hiša dobro založena z jedačo in s pijačo. Pri vsej gospodarjevi varčnosti pa si Harlekin seveda še vedno poišče priliko, da z mastnimi kračami in drugimi dobrotami osladi življenje sebi in svoji izvoljenki Colombini.

### Druga slika
Izbrana druščina štirih ženskih temperamentov si beli glave in dopovedujejo druga drugi, kje in kakšen je tisti kraj, kamor se zatekajo njihovi možje. Beatrice, Ottavijeva žena, meni, da tam kockajo, njena predrzna in premetena hčerka Rosaura pa celo misli, da imajo tam ženske. Prišla je tudi Lilieva soproga z novico, da tam nekaj varijo in kuhajo, da so alkimisti, krivoverci, skratka, iz pričkanja, jezikanja, blebetanja in obrekovanja se izcimi sklep združenih žensk, da na vsak način ugotovijo, kaj njihovi možje delajo v tem skrivnostnem klubu. Njihova zvedavost gre celo tako daleč, da bi ob tej priliki Harlekina, ki ga izprašujejo, brez dvoma izmaličile, če se mu ne bi posrečilo s predrzno zvijačo uiti.
Ko tedaj prideta oče Ottavio in zaročenec Florindo domov, pride med njima in ženskami do burnega pogovora. Ker zaročenec Rosauri ne dovoli vstopiti v klub, pade gospodična celo v omedlevico, kakor ji je to svetovala zvita Colombina. Vendar je bil ves trud zaman, saj ženske ne dobijo odgovorov na svoja vprašanja.

## Drugo dejanje

### Prva slika
Lelieva žena Eleonora pregleduje suknjič svojega moža. V njem najde listek, ki jo bo morda privedel na pravo sled. Živahen prepir se vname, ko vstopi v sobo Lelio in pove, da mora po poslu z doma. Beseda da besedo, pogovor se razvije v zmerjanje, vpitje in ropotanje s stoli. Lelio zdirja iz sobe, toda zadnjo besedo ima kot po navadi njegova žena.

### Druga slika
V Ottavievi družini se medtem tudi vrši prepir. Ko se niti prebrisani Rosauri niti njeni materi ni posrečilo izvedeti kaj natančnejšega, ali celo dobiti ključe tistega zloglasnega kluba, mora priskočiti na pomoč spet Colombina. Celo skodelico kave »po nesreči« zlije na Ottavia, ki ravno hoče s Florindom v klub. Ottavio mora sleči moker suknjič, žene dobe ključ, in stvar je opravljena. Tudi Rosauri se posreči dobiti Florindov ključ.

## Tretje dejanje

### Prva slika
Ženske se odpravijo pred klub, toda spremlja jih smola. Colombino, ki se je preoblekla v moškega in hotela odkleniti vrata kluba, razkrinka gospod Pantalone, Eleonoro preseneti Harlekin, Rosauro pa odkrije Florindo, ki se ves razočaran poslovi od nje za vselej. Tako oba ključa izgubijo. Colombina pa z zvijačo le premami Harlekina, ki je to pot deležen precejšnjih batin, kajti prišel je v trenutku najvzvišenejšega srda razočaranih žena, ki ga tako dolgo mikastijo, dokler jim ne izroči svojih ključev. Zmagoslavno vstopijo žene v "prepovedane" klubske prostore.

### Druga slika
Ženske zvedavo pogledujejo skozi špranjo v sobo, kjer se možje ravno gostijo. Ker bi vsaka želela biti spredaj in videti svojega moža, se pred vrati začnejo prerivati in jezikati. Harlekin vidi, da stvari ne gredo pravo pot, zato zbeži. Tako daleč gre ženska zvedavost, da se od prerivanja vdro vrata in vse štiri ženske se zakotalijo v sobo prav pred mizo. Ko jih presenečeni Pantalone ošteje, ne zmanjka cmerikanja in moledovanja. A jim dobri možje seveda radi vse odpustijo. Družine se pomirijo, z veselo pesmijo in plesom skupaj nazdravijo Amicizii.

## Glasbeni primer
- Uvertura k operi